# Kráľovský Chlmec
Kráľovský Chlmec es un municipio del distrito de Trebišov en la región de Košice, Eslovaquia, con una población estimada a final del año 2024 de 7322 habitantes.
Se encuentra ubicado al este de la región, en la cuenca hidrográfica del río Ondava (afluente del río Bodrog que, a su vez, lo es del Tisza), y cerca de la frontera con la región de Prešov y Hungría.

## Demografía
| Año        | 1994 | 2004    | 2014    | 2024    |
| ---------- | ---- | ------- | ------- | ------- |
| Población  | 8264 | 7966    | 7621    | 7322    |
| Diferencia |      | −3,60 % | −4,33 % | −3,92 % |

| Año        | 2023 | 2024    |
| ---------- | ---- | ------- |
| Población  | 7352 | 7322    |
| Diferencia |      | −0,40 % |